# Hans Wallén
Hans Wallén est un skipper suédois né le 19 janvier 1961 à Uppsala.

## Biographie
Hans Wallén participe aux Jeux olympiques d'été de 1996 à Atlanta et remporte la médaille d'argent dans l'épreuve du Star en compagnie de Bobby Lohse.